# 才能ブレイクRadio〜STAR DREAMER〜
才能ブレイクRadio〜STAR DREAMER!〜（さいのうブレイクレディオスタードリーマー）は、2006年4月1日から2016年9月24日までミュージックバードが全国のコミュニティ放送局をネットして放送していた番組である。

## 概要
3ヶ月に渡り、インディーズアーティストの音源とメッセージを紹介する。
パーソナリティは、村橋茜（2016年4月2日〜）。
過去、本間美咲、上條えなみ、髙橋 晃、ブルーコイサンズ、吉井綾、NOY。

## コーナー
- 03BAND『オヤジの夢』

- The Rond Earth Culture『こんな女はイヤだ!!』

### 過去のコーナー
- 山本雅也「熱血！友情先生」
“友のチカラ”をテーマに唄う山本雅也が、毎回友情をテーマにした授業を展開。
- 「ボンバーやまもととさるしばい川野の『たまごをかけて』」
ボンバーやまもとはウクレレで曲を作り唄っている。そして、川野淳（さるしばい）はボーカルインストラクターをしている。
- 音楽捜査隊
番組８周年記念コーナー。ストリート、ライブ会場、インターネットなどで見つけたオススメアーティストを、捜査隊メンバーが紹介していく。
- ニュースボックス
参加アーティスト一組を取り上げ、詳しく紹介。ゲストとして招き、トークすることもある。
- ソノライフの『ダメな男の恋愛講座 Part.2』
インディーズアーティスト、ソノライフが前回クールと同様『ダメ恋』をテーマにトーク。
- JUNK-TIONの『若者に聴かせたいこの一曲』
インディーズアーティスト、JUNK-TIONが若者向けに往年の名曲を紹介しトーク。
- Prime Timeの青春の迷路2
インディーズアーティスト、Prime Timeが「青春」をテーマにトーク。
- NOYごめんねのラブレター
普段言えない「ごめんね」の気持ちをNOYが代弁。
- ザ・クローバーの「僕らの中の少年」
インディーズアーティスト、ザ・クローバーが「大人の中の少年」をテーマにトークを繰り広げる。
- My'sの音楽で家族日記
インディーズアーティストMy'sが音楽をテーマにトーク。

## 放送時間
- 2006年4月1日～2015年3月31日 毎週土曜日 21:00～22:00（JST）
- 2015年4月7日～2016年9月24日 毎週土曜日 23:00～23:55（JST）